# Samuel-Fragmente vom Toten Meer
Samuel-Fragmente (1QSam, 4QSama, b, c) sind einige Fragmente von Lederrollen aus den Höhlen 1 und 4 in Qumran am Toten Meer, die vom 3. bis 1. Jahrhundert v. Chr. mit Texten der Bücher 1. und 2. Buch Samuel beschrieben waren.
Die Fassungen unterscheiden sich teilweise vom späteren hebräischen masoretischen Text und haben einige Parallelen zur griechischen Septuaginta-Fassung (Bücher der Königtümer). Für die Textgeschichte der Samuel-Bücher ergibt sich daraus die Schlussfolgerung, dass die Septuagintafassung und die Qumran-Fassungen häufig ältere Formen des Textes darstellen als der spätere masoretische Text.
Die Fragmente aus Höhle 4 wurden in den 1950er Jahren gefunden und befinden sich heute im Rockefeller Museum in Jerusalem.

## Beschreibung der Handschriften

### 1QSam (1Q7)
1Q7 oder 1QSam besteht aus acht Fragmenten, die im 1. Jahrhundert v. Chr. oder im 1. Jahrhundert n. Chr. vor dem Jahr 68 beschrieben wurden. Sie enthalten Texte aus 1. Samuel 18,17–18, 2. Samuel 20,6–10, 21,16–18 und 23,9–12. Die Fragmente befinden sich in der Bibliothèque nationale in Paris, Signatur Cod. hébr. 1427 (3) frags. 1–6, 8.

### 4QSama(4Q51)
4Q51 oder 4QSama wurde um 50/25 v. Chr. beschrieben. Der Handschrift lassen sich über 150 Fragmente zuordnen, sie enthält große Teile von 1. Samuel 1 bis 2. Samuel 24. Sie zeichnet sich durch eine Reihe besonderer Lesarten aus.

### 4QSamb(4Q52)
4Q52 oder 4QSamb wurde in der Mitte des 3. Jahrhunderts v. Chr. beschrieben und zählt zu den ältesten Bibelfragmenten überhaupt. Die Fragmente enthalten Teile aus dem 1. Buch Samuel, Kapitel 12–23.

### 4QSamc(4Q53)
4Q53 oder 4QSamc wurde um 100/75 v. Chr. beschrieben. Sie enthält Teile aus 1. Samuel 25,30–33 und 2. Samuel 14,7–15,15. Die Handschrift wurde wahrscheinlich vom gleichen Schreiber wie die Gemeinderegel 1QS geschrieben. Darauf deuten Parallelen von orthographischen Besonderheiten einiger Wörter. An Stelle des Tetragrammaton stehen immer vier Leerstellen.